# Vasanta (temporada)

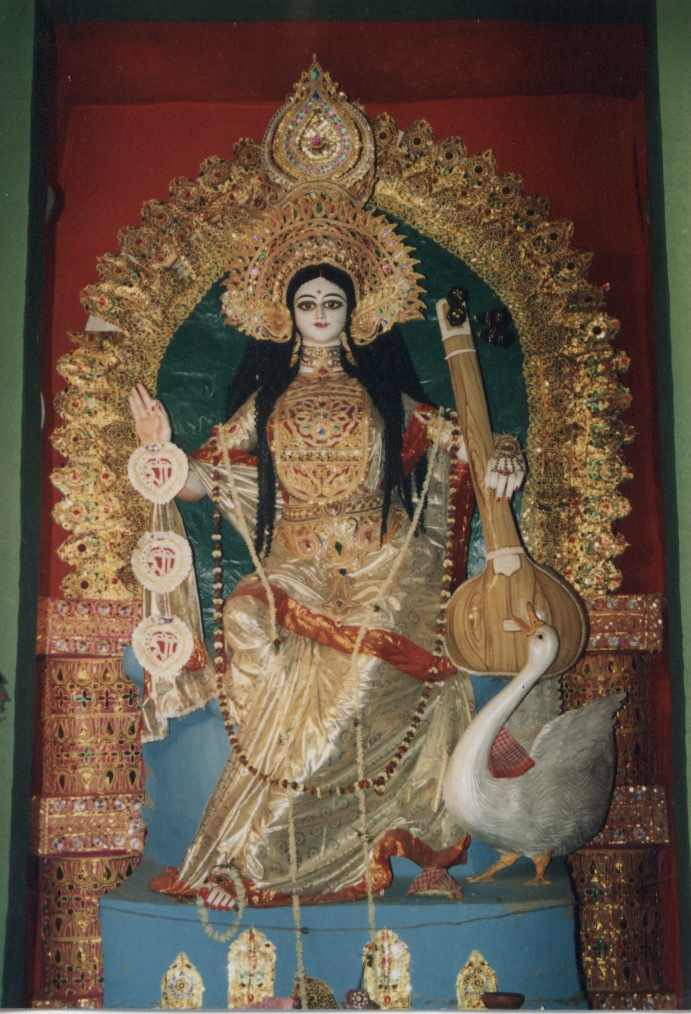
Una ídola de la diosa Saraswati preparado para Vasanta Panchami en las calles de Calcuta.

Vasanta (sánscrito: वसन्त, romanizado: Vasantā, lit. 'Primavera'), también llamado Basant, se refiere a la primavera india.
Uno de los principales festivales de la estación Vasanta es el Vasanta Panchami (en sánscrito: वसन्त पञ्चमी), que en la sociedad india es una fiesta cultural y religiosa que se celebra anualmente el primer día de la primavera, el quinto día (Panchami) del mes hindú Magha (enero-febrero).

## Origen
En sánscrito, Vasanta significa primavera. Panchami es el quinto día de Shukla Paksha, la quincena de luna creciente del mes hindú de Magha (enero-febrero). Vasanta Panchami, que marca el final del invierno y anuncia la primavera, está dedicado a la diosa Saraswati. Es la diosa del agua y del río que lleva su nombre. Sus aguas nacen en el Himalaya, fluyen hacia el sureste y confluyen con el Ganges en Prayag, cerca de su confluencia con el Yamuna (Triveni). Saraswati es también la diosa de la palabra y el saber, que bendice al mundo con vach (palabras), himnos, sánscrito y la riqueza del conocimiento. Este día es propicio para que los niños empiecen la escuela y aprendan su primera palabra. En los antiguos textos indios, los Vedas, la oración a Sarasvati la representa como una dama inmaculada con un vestido blanco adornado con flores blancas y perlas blancas. Está sentada sobre un loto blanco que florece en una amplia extensión de agua (neluhini). Sostiene una veena, un instrumento de cuerda similar a un sitar. No se sacrifica ningún animal y los indios toman una comida vegetariana. La oración de Saraswati concluye.
"Oh, Madre Sarasvati, elimina la oscuridad (ignorancia) de mi mente y bendíceme con el conocimiento eterno".

## India

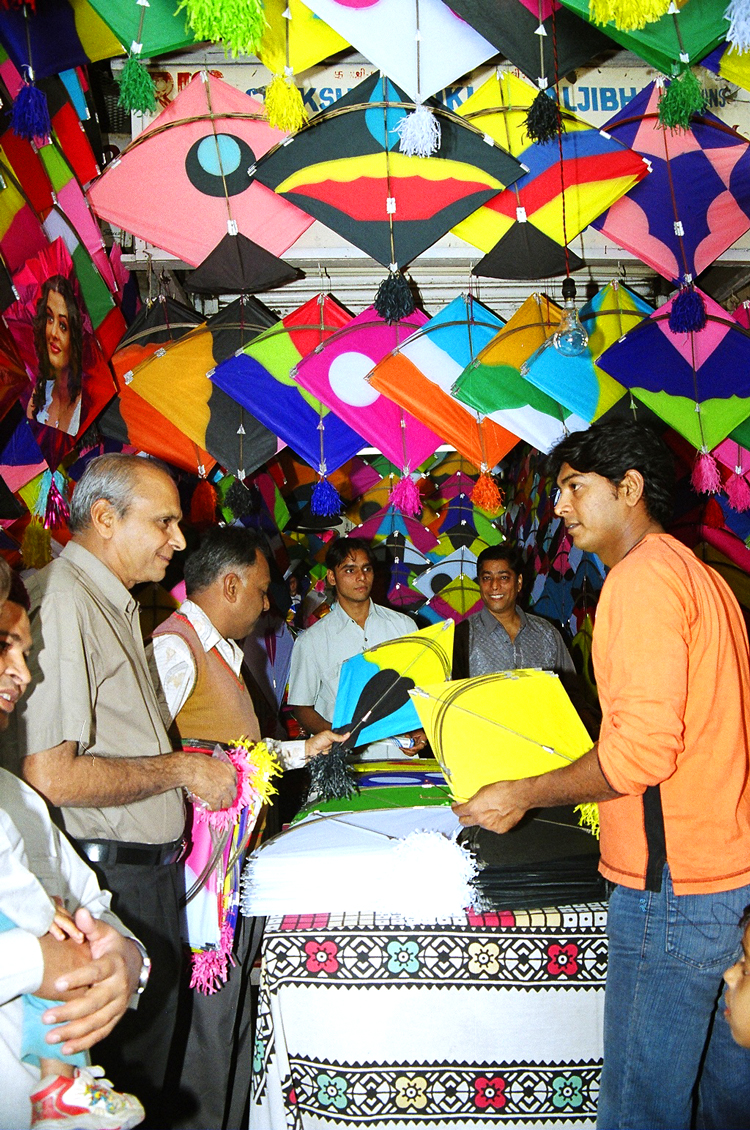
Una tienda de cometas en Lucknow.

En la India, Vasanta no es un día nacional. Sin embargo, se celebra en el norte y el este de la India. Los alumnos participan en la decoración y preparación de su lugar de culto. Unas semanas antes de la celebración, las escuelas participan activamente en la organización de diversos concursos anuales de música, debate, deportes y otras actividades. Los premios se distribuyen el día del Vasanta Panchami. Muchas escuelas organizan actividades culturales por la tarde del día del Saraswati Puja, cuando los padres y otros miembros de la comunidad asisten a las funciones para animar a los niños.

### Festival hindú
El día del Vasanta Pachami, todo el mundo se levanta temprano para bañarse, vestirse con ropas amarillas, adornarse la frente con el amarillo de la cúrcuma (tilak) y adorar al Dios Sol, a la Madre Ganga y a la tierra. Libros, artículos, instrumentos musicales, herramientas para el arte, como tinteros de barro y plumas de bambú, se colocan ante la diosa para recibir sus bendiciones. La tinta se elabora con agua de leche sin hervir, polvo de color rojo y purpurina plateada llamada avro. Aunque es auspicioso que los niños aprendan su primera palabra en este día de celebración, todos se abstienen de su lectura y escritura habituales en deferencia a la diosa.
El color amarillo representa la buena fortuna, la espiritualidad, la maduración de los cultivos de primavera y la cosecha reciente. Los alimentos se colorean con azafrán. La diosa Saraswati se viste de amarillo. En algunos hogares tradicionales, se ofrecen dulces de tonos amarillentos, como el kesar halva, a familiares y amigos. Las flores amarillas se utilizan en abundancia para decorar los lugares de culto. Las flores amarillas de la cosecha de mostaza cubren el campo de tal forma que parece como si el oro se extendiera por la tierra, brillando bajo los rayos del sol.

### Festival Sufí
Los sufíes introdujeron la fiesta en la comunidad musulmana de la India. En la época mogol, Basant era una fiesta popular en los principales santuarios sufíes. Existen, por ejemplo, registros históricos de Nizam Auliya ki Basant, Khwaja Bakhtiar Kaki ki Basant, Khusrau ki Basant; festivales organizados en torno a los santuarios de estos diversos santos sufíes. Amir Khusro (1253-1325) y Nizamuddin Auliya celebraban el festival con canciones que utilizaban la palabra basant (festival). Khusrau, un poeta sufí del siglo XIII, compuso versos sobre Vasanta:
Aaj basant manaalay, suhaagan, Aaj basant manaalay Anjan manjan kar piya mori, lambay neher lagaalay Tu kya sovay neend ki maasi, So jaagay teray bhaag, suhaagun, Aaj basant manaalay. Oonchi naar kay oonchay chitvan, Ayso diyo hai banaaye Shah Amir tuhay dekhan ko, nainon say naina milaaye, Suhaagun, aaj basant manaalay.
Celebra Basant hoy, oh novia, Celebra Basant hoy. Aplica kajal a tus ojos, y adorna tu largo cabello. Oh ¿por qué eres la sierva del sueño? Incluso tu destino está bien despierto. Celebra Basant hoy, oh alta dama con alta apariencia. Así es como fuiste hecha, cuando el rey te mira, tus ojos se encuentran con los suyos, oh novia, celebra Basant hoy.

## Bangladés

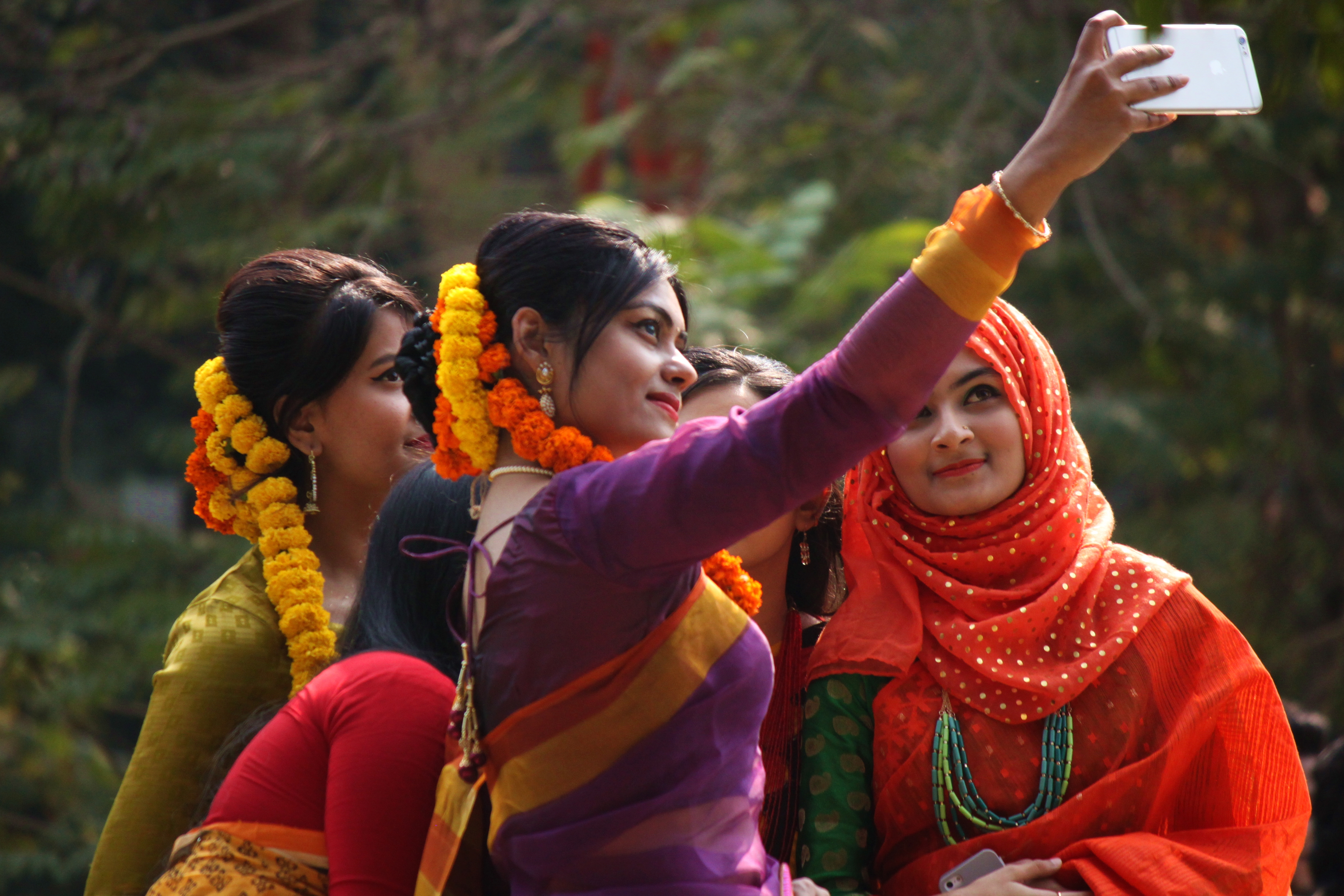
Niñas de Bangladés haciéndose un selfie en el festival Pahela Falgun.

El primer día de primavera (Boshonto) del mes bengalí Falgun, del calendario bengalí, celebrado en Bangladesh y Bengala Occidental con procesiones, ferias y tiempo en familia. En bengalí, Pahela significa "primero" y Falgun es el undécimo mes del calendario bengalí. Este día está marcado por una colorida celebración y, tradicionalmente, las mujeres visten saris amarillos para celebrarlo. Esta celebración también se conoce como Boshonto Utshob (bengalí: বসন্ত উৎসব; Fiesta de la Primavera).

## Pakistán
Las celebraciones de Basant en Pakistán son limitadas. En su lugar, se celebra durante un mes el festival de primavera Jashn-e-baharaan (urdu). Basant se sigue celebrando en Lahore, (Punjab), pero la fiesta y el término "Basant" se asocian al festival anual de vuelo de cometas y no a la histórica fiesta de primavera propiamente dicha. Los fabricantes de cometas suelen anunciar un domingo de febrero o marzo como el día de Basant, en el que se registra un número récord de cometas volando por toda la ciudad.

### Besant mela, Lahore
En toda la región se celebran diversas ferias. Una de ellas la inició Kalu Ram dedicada a la memoria de Haqiqat Rai. El maharajá Ranjit Singh celebró muchas ferias e introdujo el vuelo de cometas en ellas, que también celebraba en santuarios sufíes.

### Controversia
Basant es sinónimo en Pakistán de una celebración en la que se vuelan cometas, en lugar de la asociación de festivales estacionales de la vecina India. La polémica sobre la celebración de Basant en Pakistán se debe a la preocupación por su seguridad. Los problemas de seguridad incluyen el uso de hilos de cometa recubiertos de metal o vidrio (una mezcla de finos fragmentos de vidrio que permitía a un volador cortar la cometa de otro), las averías eléctricas debidas a daños causados por las cometas, el hacinamiento y el uso de armas de fuego. En los pueblos pequeños, los niños desfavorecidos intentaban derribar cometas. En 2005, se prohibió volar cometas en Pakistán. En 2009, nueve personas murieron en Pakistán en incidentes relacionados con el vuelo de cometas.

## Temporada festiva

### Región dePunjab
En la región del Punjab, el Vasanta Pachami se conoce como el Basant Panchami. En las ciudades y pueblos del norte de la India, todas las comunidades celebran el Vasanta Pachami como la fiesta laica de las cometas Basant. Los campos de mostaza presentan un colorido espectáculo en todo el Punjab rural. Se utiliza la frase Ayi Basant Pala Udant, que significa "con la llegada de la primavera, el invierno se despide".